# Brian Valentine
Henry Brian Valentine (Centralia, 28 novembre 1959) è un ingegnere, informatico e dirigente d'azienda statunitense.
Ha ricoperto posizioni apicali presso la Intel, la Microsoft e Amazon.com.

## Biografia
Dopo aver conseguito un diploma di laurea nel 1979 presso il Community College di Centralia, frequentò il primo anno di Ingegneria Informatica all'Università di Washington e nel 1981, dopo un anno di congedo, si iscrisse alla facoltà di Informatica e Matematica della Eastern Washington University. Durante l'ultimo anno di studi, fu selezionato per sviluppare il software di un sistema automatizzato di gestione e controllo dell'energia.
Nel maggio 1983, completò il Bachelor of Science in Scienze dell'Informazione e fu subito assunto dalla Intel per lavorare allo sviluppo di software per emulatori in-circuit, e i principali sistemi di programmazione per applicazioni Unix e VMS.
Nell'agosto del 1987, fu invitato dall'ex collega Paul Maritz a far parte del suo team in Microsoft, dove diresse con successo il gruppo di sviluppatori di Microsoft Exchange Server 4.0, 5.0 e 5.5. Nel '98, Steve Ballmer gli chiese di risollevare le sorti del progetto Windows 2000 che a dicembre dell'anno seguente tornò ad avere un crescente riscontro fra gli utilizzatori. Successivamente Valentine fu confermato al vertice dei gruppi di sviluppatori di Windows XP, XP Service Pack 2, Windows Server 2003 e Windows Vista.
Nel 2006 passò alle dipendenze di Amazon.com, dove ideò e diresse il gruppo di realizzatori della piattaforma di e-commerce omonima. Otto anni più tardi, divenne membro dello studio Ivy Softworks di Seattle.